# Henriette Ekwe Ebongo
Henriette Ekwe Ebongo (Ambam, 25 dicembre 1949) è una giornalista e attivista camerunese. Ha ricevuto l'International Women of Courage Award nel 2010.
È la direttrice del settimanale indipendente Babel ed è una dei fondatori del ramo camerunese della ONG Transparency International che si batte contro la corruzione.

## Biografia

### Infanzia e studi
Henriette Ekwe Ebongo, nata nel 1949 ad Ambam, nel sud del Camerun, è la figlia di Anatole Ebongo, funzionario statale e direttore delle dogane del Camerun. È cresciuta con 9 tra fratelli e sorelle, 3 dei quali morti durante l'infanzia. I compiti di suo padre portano la famiglia a numerosi spostamenti. Frequenta le scuole ad Ambam, Bonandoumbé, Nkongsamba, la Center School di Yaoundé e la Petit Joss a Douala. Dopo il liceo si laurea nel 1969. Si reca quindi in Francia, dove studia l'inglese. Consegue una laurea in storia nel 1974 presso l'Institute of Advanced International Studies di Parigi. Completa il suo master in inglese a Londra. Dopo essersi diplomata, Henriette, che adotta il nome di "Nyangone" - ragazza valorosa in lingua beti - si dedica interamente alla lotta politica.

### Consapevolezza politica
Incontra gli attivisti dell'Unione degli studenti del Camerun e della Federazione degli studenti neri di Francia. È la sua prima esperienza politica. Diventa un membro del Manidem e poi dell'Union des populations du Cameroun (UPC) allora clandestino. Incontrerà molti futuri grandi leader africani come Tabo Mbeki e Laurent Gbagbo. Si prenderà cura del reclutamento per il partito, in concorrenza con i reclutatori dell'UNC, il partito al potere. È anche responsabile del giornale Kameroun Nouveau.

### Ritorno dall'esilio e lotte politiche
L'appello al ritorno rivolto da Paul Biya nel febbraio 1983 a Parigi a quanti sono in esilio politico, viene accolto da Henriette. Tradita e perseguitata dal regime, ha vissuto un anno e mezzo, tra il 1985 e il 1986, rifugiandosi tra la popolazione dei Bamiléké, nascosta da ex militanti dell'UPC. Gli anni di combattimento continuarono con un arresto nel 1990 e si conclusero nel 1991 con l'avvento della politica multipartitica. Lei e gli altri combattenti dell'UPC restano delusi perché il potere riconobbe l'UPC di Augustin Frédéric Kodock, un movimento in cui lei e i suoi compagni non si riconoscono e che considerano complice del regime in atto. Henriette Ekwe abbandona la lotta politica dopo questa dislocazione che è fatale per il suo movimento, a detta dei fedeli. Intraprende quindi progetti personali.

### Carriera giornalistica
Henriette Ekwe si è unita al giornale "Le Front Indépendant" nel 1996 e poi a "La Nouvelle Expression" nel 1997. Il 2005 ha visto il ritorno del Fronte Indipendente al fronte. Lancia il suo giornale Bebela nel 2011, la cui pubblicazione è bloccata a causa di difficoltà finanziarie. È stata anche editorialista presso Équinoxe tv per anni.

## Premi e riconoscimenti
Nel 2010, è la prima africana a ricevere il Premio internazionale per il coraggio femminile. Henriette Ekwe Ebongo è uno dei pionieri della lotta politica. Sollecitata da Paul Biya a far parte di Elecam, ha rifiutato l'offerta di un comitato le cui regole sono bloccate. Ebongo sostiene la libertà di stampa, l'uguaglianza di genere, i diritti umani e il buon governo. È stata attiva nella lotta contro la dittatura negli anni '80 e l'attuale campagna contro la corruzione del governo, la discriminazione e le violazioni dei diritti umani. Durante quel periodo, ha sofferto la repressione, è stata torturata e condotta davanti a un tribunale militare.